# Normanština
Normanština je románský jazyk používaný zejména v Normandii v severozápadní části Francie. Jazyk je příbuzný francouzštině.
Poprvé byl jazyk pojmenován ve 13. století Rogerem Baconem. Oficiálně je jazyk uznáván pouze na ostrově Jersey, nicméně některé dokumenty francouzského ministerstva kultury normanštinu uznávají jako jeden z regionálních jazyků Francie. Normanština je vyučována na některých školách v okolí města Cherbourg-Octeville. Specifickou podobou jazyka se hovoří na Normanských ostrovech.